# دانشگاه سکیکده
دانشگاه ۲۰ اوت ۱۹۵۵ - سکیکده (عربی: جامعة 20 أوت 1955-سكيكدة) یک دانشگاه الجزایری که واقع در سکیکده است، که به دو بخش عزابه و سایت اصلی (الحدائق) تقسیم شده‌است.

## تاریخچه
این دانشگاه در سال ۱۹۹۸ به عنوان یک مرکز دانشگاه تحت فرمان اجرایی ۹۸–۲۲۳ تأسیس شد و در تاریخ ۱۸ سپتامبر ۲۰۰۱ به موجب فرمان اجرایی شماره ۰۱–۲۷۲ به دانشگاه ایالتی به نام دانشگاه ۲۰ اوت ۱۹۵۵ ارتقا یافت که این امر در طی بازدید رئیس‌جمهور از آنجا به مناسبت بزرگداشت چهلمین سال هجوم به شمال قسنطینه در تاریخ ۲۰ اوت ۲۰۰۵ بود.

## بخش‌های دانشگاه
دانشگاه ۲۰ اوت ۱۹۵۵ در دو بخش در انتظار انتقال دانشکده حقوق و علوم سیاسی به محل اصلی در «الحدائق» قرار دارد: بخش عزابه (علی منجلی): عزابه شهری است در ۳۹ کیلومتر مرکز استان که ساختمان دانشکده حقوق با ظرفیت ۳۰۰۰ صندلی پداگوژیکی دو دانشگاه با ظرفیت ۵۰۰ تخت و یک رستوران برای هر یک.